# Firenzuola
Firenzuola – miejscowość i gmina we Włoszech, w regionie Toskania, w prowincji Florencja.
Według danych na rok 2004 gminę zamieszkiwało 4809 osób, 17,7 os./km².